# Joseph Ertel
Joseph Ertel (* 11. Juli 1785 in Oberried; † 8. Oktober 1834 in Bretten) war ein Jurist, der seit 1810 im badischen und zwischenzeitlich im österreichischen Staatsdienst stand.

## Leben
Joseph Ertel war der Sohn des Oberjägers Johann Baptist Ertel und der Franziska geborene Knoebel. Er heiratete 1819 Theresia geborene Mauch. Ertel studierte bis zum 2. April 1809 Rechtswissenschaften und war anschließend Praktikant beim Oberamt Freiburg. 1810 wurde er Aktuar beim zweiten Landamt Freiburg. Nach der im Januar 1811 erfolgten Prüfung beim Hofgericht Freiburg wurde er zum Rechtspraktikanten ernannt und bis Oktober 1814 dort auch beschäftigt. Nun wurde er Sekretär bei der k. u. k. österreichischen und königlich bayerischen Vereinigten Landes-Administratur in Kreuznach. 
Ab Juli 1815 wurde er Konzipient beim k. u. k. österreichischen Gouvernement des Elsass in Colmar und schließlich im Oktober 1815 Aktuar beim zweiten Landamt und Revisorat Freiburg. Ab Juli 1816 wurde er Sekretär beim Direktorium des Dreisam-Kreises in Freiburg und danach beim Bezirksamt Waldkirch. Am 29. März 1819 wurde er Amtsassessor beim Bezirksamt Villingen, und am 5. Juli 1821 trat er die gleiche Stelle beim Bezirksamt Pforzheim an. Zum 1. Mai 1823 wurde er Amtmann beim Bezirksamt Bretten, wo er am 29. November 1832 zum Oberamtmann ernannt wurde.